# Coenonympha oiwakensis
Coenonympha oiwakensis är en fjärilsart som beskrevs av Sugitani 1932. Coenonympha oiwakensis ingår i släktet Coenonympha och familjen praktfjärilar. Inga underarter finns listade i Catalogue of Life.